# Ашиклик
Ашиклик (српски превод ашиклук, турски за "љубав" у значењу "трубадур") је трубадурска песма коју изводи трубадур (турски: aşık, азербејџански: aşıq, перзијски: عاشيق‎, јерменски: Աշուղ, грузијски: აშუღი, Грчки: אσικης); од арапског: ašik عاشق, што значи "љубав"), обично у пратњи лауте дугог врата (саза).
Обучен у народну ношњу, ашик је заменио турски озан који је певао најраније турске походе пратећи владаре још од Атилиног времена. Данас су чести извођачи на свадбама, у кафићима и на јавним фестивалима свих врста. Нарочито на венчањима, ашик се сматра инструктором и водичем чија традиција потиче и обогаћује турску књижевну културу и свакодневни живот заједница широм земље. Ашик је позван у сну да подузме дуго шегртовање у уметности свирања жичаних и удараљки, певања, приповедања и сналажљивости које чине срце позива. Док ашици путују између заједница, они помажу у ширењу културних вредности и идеја, али и олакшавају друштвени дијалог кроз тематску поезију и друштвену и политичку сатиру. Из тог разлога, овај обичај је 2009. године уписан на Унескову листу нематеријалне светске баштине у Европи године.
Песме које изводе углавном су о љубави, написане у римованом слоговном метру и завршавају се катреном у којем ашик изговара mâhlas, свој псеудоним. Њихови импровизовани наступи могу укључивати и загонетке, народне приче, вербалне дуеле, духовитост и креативност са другим ашицима, али и стихове који се певају док трубадур држи иглу у устима која га тера да рецитује песме избегавајући Б, П, В, М и Ф. звуци.